# Campeonato Mundial de Ginástica Artística de 2014
O XLV Campeonato Mundial de Ginástica Artística ocorreu entre os dias 3 e 12 de outubro de 2014 no Ginásio Guangxi em Nanning, República Popular da China.

## Eventos
- Equipes masculino
- Individual geral masculino
- Solo masculino
- Barra fixa
- Barras paralelas
- Cavalo com alças
- Argolas
- Salto sobre a mesa masculino
- Equipes feminino
- Individual geral feminino
- Trave
- Solo feminino
- Barras assimétricas
- Salto sobre a mesa feminino

## Calendário
| Outubro            | 3 | 4 | 5 | 6 | 7 | 8 | 9 | 10 | 11 | 12 |
| ------------------ | - | - | - | - | - | - | - | -- | -- | -- |
| Qualificatória     | ● | ● |   |   |   |   |   |    |    |    |
| Equipes            |   |   |   |   | ● |   |   |    |    |    |
| Individual geral   |   |   |   |   |   |   | ● |    |    |    |
| Solo               |   |   |   |   |   |   |   |    | ●  |    |
| Cavalo com alças   |   |   |   |   |   |   |   |    | ●  |    |
| Argolas            |   |   |   |   |   |   |   |    | ●  |    |
| Salto sobre a mesa |   |   |   |   |   |   |   |    |    | ●  |
| Barras paralelas   |   |   |   |   |   |   |   |    |    | ●  |
| Barra fixa         |   |   |   |   |   |   |   |    |    | ●  |

| Outubro             | 3 | 4 | 5 | 6 | 7 | 8 | 9 | 10 | 11 | 12 |
| ------------------- | - | - | - | - | - | - | - | -- | -- | -- |
| Qualificatória      |   |   | ● | ● |   |   |   |    |    |    |
| Equipes             |   |   |   |   |   | ● |   |    |    |    |
| Individual geral    |   |   |   |   |   |   |   | ●  |    |    |
| Salto sobre a mesa  |   |   |   |   |   |   |   |    | ●  |    |
| Barras assimétricas |   |   |   |   |   |   |   |    | ●  |    |
| Trave               |   |   |   |   |   |   |   |    |    | ●  |
| Solo                |   |   |   |   |   |   |   |    |    | ●  |

## Países participantes
Um total de 73 nações foram representadas no Mundial de Ginástica Artística. Entre parênteses o número de ginastas por país.
| \| - África do Sul (5) - Alemanha (14) - Angola (2) - Argélia (3) - Argentina (11) - Armênia (2) - Austrália (14) - Áustria (14) - Azerbaijão (8) - Bélgica (14) - Bielorrússia (9) - Brasil (14) - Bulgária (7) - Canadá (14) - Catar (3) - Cazaquistão (9) - Chile (7) - China (14) - Colômbia (12) \| - Coreia do Norte (12) - Coreia do Sul (14) - Croácia (5) - Dinamarca (9) - Egito (12) - Equador (1) - Eslováquia (2) - Eslovênia (3) - Espanha (14) - Estados Unidos (14) - Finlândia (8) - França (14) - Geórgia (2) - Grécia (14) - Guatemala (2) - Hong Kong (7) - Hungria (14) - Índia (12) - Irlanda (11) \| - Islândia (4) - Israel (6) - Itália (14) - Japão (14) - Jordânia (2) - Kuwait (6) - Letônia (2) - Lituânia (4) - Luxemburgo (1) - Malásia (3) - México (12) - Mónaco (1) - Noruega (7) - Nova Zelândia (12) - Países Baixos (14) - Panamá (2) - Peru (5) - Polónia (12) - Porto Rico (7) \| - Portugal (9) - Reino Unido (14) - Chéquia (6) - Roménia (14) - Rússia (14) - Sérvia (1) - Singapura (5) - Suécia (7) - Suíça (14) - Tailândia (2) - Taipé Chinesa (10) - Turquia (7) - Ucrânia (12) - Uzbequistão (12) - Venezuela (9) - Vietname (6) \| | | | |
| - África do Sul (5) - Alemanha (14) - Angola (2) - Argélia (3) - Argentina (11) - Armênia (2) - Austrália (14) - Áustria (14) - Azerbaijão (8) - Bélgica (14) - Bielorrússia (9) - Brasil (14) - Bulgária (7) - Canadá (14) - Catar (3) - Cazaquistão (9) - Chile (7) - China (14) - Colômbia (12) | - Coreia do Norte (12) - Coreia do Sul (14) - Croácia (5) - Dinamarca (9) - Egito (12) - Equador (1) - Eslováquia (2) - Eslovênia (3) - Espanha (14) - Estados Unidos (14) - Finlândia (8) - França (14) - Geórgia (2) - Grécia (14) - Guatemala (2) - Hong Kong (7) - Hungria (14) - Índia (12) - Irlanda (11) | - Islândia (4) - Israel (6) - Itália (14) - Japão (14) - Jordânia (2) - Kuwait (6) - Letônia (2) - Lituânia (4) - Luxemburgo (1) - Malásia (3) - México (12) - Mónaco (1) - Noruega (7) - Nova Zelândia (12) - Países Baixos (14) - Panamá (2) - Peru (5) - Polónia (12) - Porto Rico (7) | - Portugal (9) - Reino Unido (14) - Chéquia (6) - Roménia (14) - Rússia (14) - Sérvia (1) - Singapura (5) - Suécia (7) - Suíça (14) - Tailândia (2) - Taipé Chinesa (10) - Turquia (7) - Ucrânia (12) - Uzbequistão (12) - Venezuela (9) - Vietname (6) |

## Medalhistas
Masculino
| Evento                      | Ouro                                                                                | Prata                                                                                                 | Bronze |
| Equipes detalhes            | Cheng Ran · Deng Shudi · Lin Chaopan · Liu Yang · You Hao · Zhang Chenglong · China | Kohei Kameyama · Ryohei Kato · Shogo Nonomura · Kenzo Shirai · Yusuke Tanaka · Kohei Uchimura · Japão | Jacob Dalton · Danell Leyva · Samuel Mikulak · Alexander Naddour · John Orozco · Donnell Whittenburg · Estados Unidos |
| Individual geral detalhes   | Kohei Uchimura · Japão                                                              | Max Whitlock · Reino Unido                                                                            | Yusuke Tanaka · Japão                                                                                                 |
| Solo detalhes               | Denis Ablyazin · Rússia                                                             | Kenzo Shirai · Japão                                                                                  | Diego Hypólito · Brasil                                                                                               |
| Cavalo com alças detalhes   | Krisztián Berki · Hungria                                                           | Filip Ude · Croácia                                                                                   | Cyril Tommasone · França                                                                                              |
| Argolas detalhes            | Liu Yang · China                                                                    | Arthur Zanetti · Brasil                                                                               | You Hao · China · Denis Ablyazin · Rússia                                                                             |
| Salto sobre a mesa detalhes | Ri Se-Gwang · Coreia do Norte                                                       | Igor Radivilov · Ucrânia                                                                              | Jacob Dalton · Estados Unidos                                                                                         |
| Barras paralelas detalhes   | Oleg Verniaiev · Ucrânia                                                            | Danell Leyva · Estados Unidos                                                                         | Ryohei Kato · Japão                                                                                                   |
| Barra fixa detalhes         | Epke Zonderland · Países Baixos                                                     | Kohei Uchimura · Japão                                                                                | Marijo Možnik · Croácia                                                                                               |

Feminino
| Evento                       | Ouro | Prata                                                                                   | Bronze |
| Equipes detalhes             | Alyssa Baumann · Simone Biles · Madison Kocian · Ashton Locklear · Kyla Ross · Mykayla Skinner · Estados Unidos | Bai Yawen · Chen Siyi · Huang Huidan · Shang Chunsong · Tan Jiaxin · Yao Jinnan · China | Maria Kharenkova · Ekaterina Kramarenko · Aliya Mustafina · Tatiana Nabieva · Alla Sosnitskaya · Daria Spiridonova · Rússia |
| Individual geral detalhes    | Simone Biles · Estados Unidos                                                                                   | Larisa Iordache · Roménia                                                               | Kyla Ross · Estados Unidos                                                                                                  |
| Salto sobre a mesa detalhes  | Hong Un-Jong · Coreia do Norte                                                                                  | Simone Biles · Estados Unidos                                                           | Mykayla Skinner · Estados Unidos                                                                                            |
| Barras assimétricas detalhes | Yao Jinnan · China                                                                                              | Huang Huidan · China                                                                    | Daria Spiridonova · Rússia                                                                                                  |
| Trave detalhes               | Simone Biles · Estados Unidos                                                                                   | Bai Yawen · China                                                                       | Aliya Mustafina · Rússia |
| Solo detalhes                | Simone Biles · Estados Unidos                                                                                   | Larisa Iordache · Roménia                                                               | Aliya Mustafina · Rússia |

## Quadro de medalhas
| Ordem | País            | Medalha de ouro | Medalha de prata | Medalha de bronze |    |
| ----- | --------------- | --------------- | ---------------- | ----------------- | -- |
| 1     | Estados Unidos  | 4               | 2                | 4                 | 10 |
| 2     | China           | 3               | 3                | 1                 | 6  |
| 3     | Coreia do Norte | 2               |                  |                   | 2  |
| 4     | Japão           | 1               | 3                | 2                 | 6  |
| 5     | Ucrânia         | 1               | 1                |                   | 2  |
| 6     | Rússia          | 1               |                  | 5                 | 6  |
| 7     | Hungria         | 1               |                  |                   | 1  |
| 7     | Países Baixos   | 1               |                  |                   | 1  |
| 9     | Roménia         |                 | 2                |                   | 2  |
| 10    | Brasil          |                 | 1                | 1                 | 2  |
| 10    | Croácia         |                 | 1                | 1                 | 2  |
| 12    | Grã-Bretanha    |                 | 1                |                   | 1  |
| 13    | França          |                 |                  | 1                 | 1  |
| TOTAL | TOTAL           | 14              | 14               | 15                | 43 |

     País sede destacado.